# 國立陽明交通大學客家文化學院
國立陽明交通大學客家文化學院（英文 : College of Hakka Studies, National Yang Ming Chiao Tung University）是國立陽明交通大學的學院之一，位於該校竹北六家校區，該學院主要對臺灣客家族群的語言、文化、政治等面向進行教學研究。

## 歷史
國立交通大學於1958年在臺灣新竹復校，其位置與桃竹苗地區的客家族群的連結，符合政府政策和學術發展期望。於2002年底向教育部提出籌設客家文化學院，於2004年3月5日正式成立。
與新竹縣政府協商原民俗公園計畫用地2.5公頃的土地變更為學校用地興建館舍，由知名建築師謝英俊設計之學院館舍於2007年2月開始興建，2010年落成啟用。
目前設有2學系、2碩士班、1博士班、1研究中心如下:
| 名稱                       | 設立時間 |
| -------------------------- | -------- |
| 人文社會學系               | 2004     |
| 傳播與科技學系             | 2003     |
| 族群與文化碩士班           | 2008     |
| 客家社會與文化碩士在職專班 | 2006     |
| 客家文化學院博士班         | 2018     |
| 國際客家研究中心           | 2003     |

## 學術貢獻
客家文化學院自2002年籌設起即開始客家文史研究計畫，其中，全球客家研究於2013年創刊，每年5月和11月發行，刊載臺灣及他國學者關於客家的優異論文，旨在建立一個學術交流平台，推動理性且多元族群的社會建構。學院也和地方教育或文史工作者合作，推出推廣課程和工作坊。
- 2018年12月24日，新竹縣關西鎮公所和交通大學客家文化學院共同發表關西鎮志，全書經兩年多編纂約一百萬字，包含地理、歷史、原住民等十四個篇章，時任新竹縣議員吳發仁表示：「本書不僅為後世保存珍貴的關西發展史料，將它付梓更具重要的傳承意義」。[6][7][8]
- 臺灣客家研究論文選輯於2019年1月31日出版，4月20日在新竹或者書店舉辦新書發表會[9]。總主編由張維安教授擔綱，目標是將分散的各篇優異論文依性質、整理、編輯，讓國內外研究學者至大眾能迅速掌握客家研究的成果累積，以「共同省思臺灣客家的過去與未來」作為宣傳標語。

## 榮譽
- 全球客家研究獲得國家圖書館2016年「最具影響力人社期刊獎」人類學組第一名、區域研究與地理組第二名[10]，2019年再度獲得「知識影響力獎」人類學組第一名[11]。

## 榮退教授
- 莊英章（2005年9月至2011年7月為客家文化學院講座教授兼第一任院長）

## 另見
- 國立中央大學客家學院

## 外部連結
- 國立交通大學客家文化學院 （页面存档备份，存于）
- 國立交通大學國際客家研究中心 （页面存档备份，存于）